# 370 Modestia
370 Modestia eller A893 NB är en asteroid i huvudbältet, som upptäcktes 14 juli 1893 av den franske astronomen Auguste Charlois. Den är uppkalld efter det engelska ordet Modesty.
Asteroiden har en diameter på ungefär 38 kilometer.